# Racconti di Anton Čechov

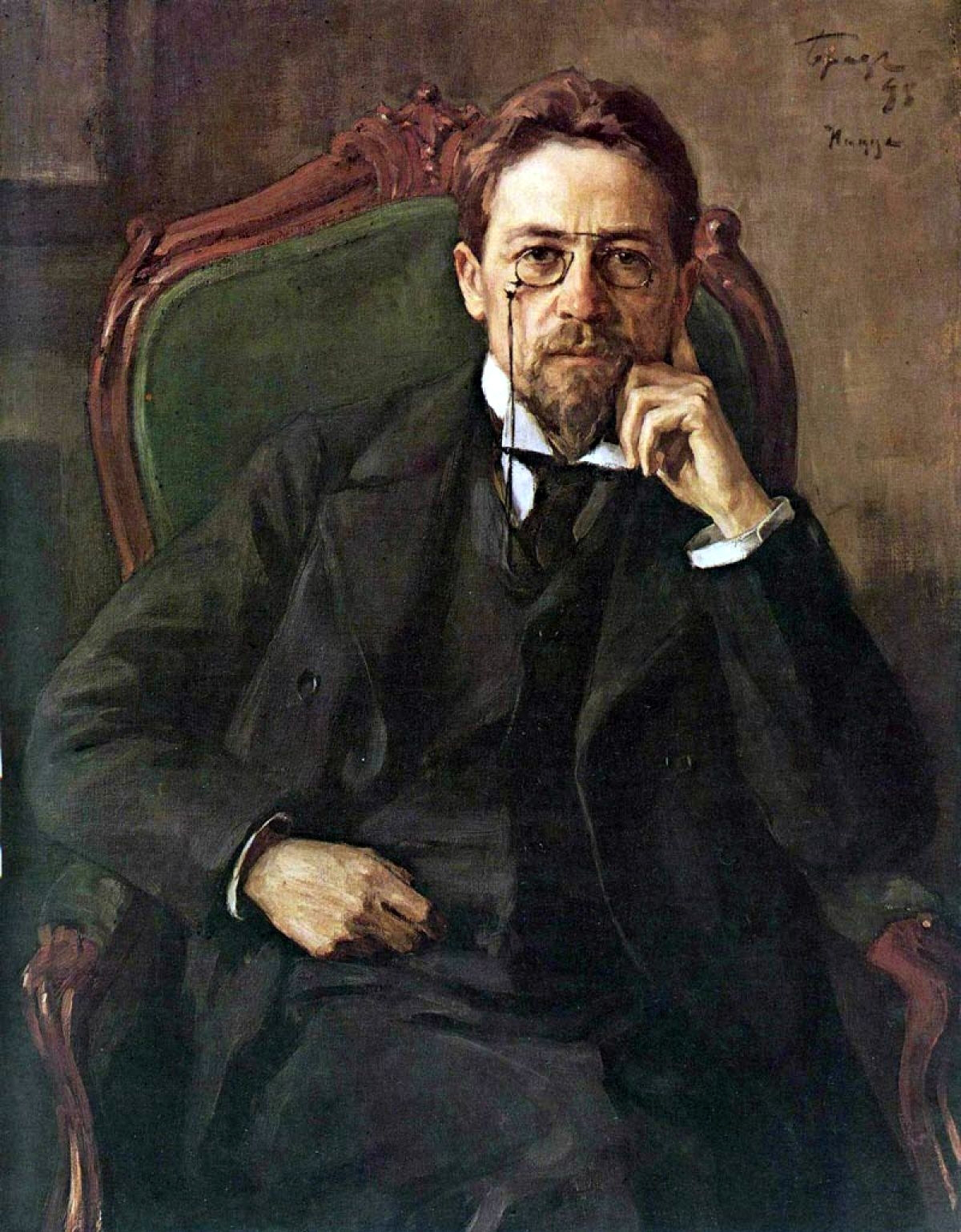
Anton Čechov (O.Braz, 1898)

Si elencano i racconti di Anton Čechov scelti dall'autore e inseriti nella seconda edizione delle sue opere pubblicata in sedici volumi dall'editore Marks nel 1903. I titoli in lingua italiana sono tratti dall'edizione dei racconti in tre volumi pubblicati dalla casa editrice Sansoni. 
Anton Čechov scrisse circa seicentocinquanta racconti pubblicati su varie riviste russe soprattutto fra il 1883 e il 1887. Čechov pubblicò tuttavia anche alcune raccolte, quali i Racconti di Melpomene nel 1884, i Racconti variopinti nel 1886 e Nel crepuscolo nel 1887. Nel 1899 ne tentò la sistemazione definitiva in occasione della pubblicazione della sua opera completa per l'editore Marks. Ripudiò pertanto tutti i racconti scritti nel periodo 1879-1882 e dei rimanenti ne scelse duecentoquaranta. Questi furono corretti e spesso rielaborati. Tre ulteriori racconti furono inseriti, nella seconda edizione delle opere di Anton Čechov pubblicata in sedici volumi dall'editore Marks nel 1903. In seguito vennero aggiunti altri sette volumi postumi, fra il 1904 e il 1916; in questi ultimi vennero pubblicati anche raccolti rintracciati casualmente nelle varie riviste.
Nelle edizioni Marks non veniva seguito alcun ordine cronologico. Questo venne stabilito in occasione dell'edizione critica dei racconti di Čechov curata da Vladimir Vladimirovič Ermilov nel 1950. L'impianto è stato seguito anche nell'opera completa pubblicata negli anni settanta del '900.
Il sottostante elenco contiene pertanto solo i duecentoquaranta racconti accettati dall'autore, ordinati secondo l'edizione critica di Ermilov, presenti nell'edizione italiana dell'editore Sansoni. Sebbene non selezionati dall'autore, molti dei rimanenti racconti di Čechov sono tuttavia di qualità non inferiore a questi ultimi. Nel 1963, la casa editrice Mursia ha presentato all'interno della collana Grandi scrittori di ogni paese - Serie russa, una più ampia selezione di testi curata da Eridano Bazzarelli e suddivisa in tre volumi che raccolgono quattrocentosettantasette racconti.
| Titolo (in italiano)                                                      | Anno | Titolo originale |
| ------------------------------------------------------------------------- | ---- | --- |
| Lo specchio storto                                                        | 1883 | in russo Кривое зеркало?, Krivoe zerkalo |
| La felicità                                                               | 1883 | in russo Радость?, Radost' |
| Dal barbiere                                                              | 1883 | in russo В цирульне?, V cirul'ne |
| Il trionfo del vincitore. Racconto di un registratore collegiato a riposo | 1883 | in russo Торжество победителя. Рассказ отставного коллежского регистратора?, Toržestvo pobeditelja. Rasskaz otstavnogo kolležskogo registratora |
| Il portiere intelligente                                                  | 1883 | in russo Умный дворник?, Umnyj dvornik |
| Una natura enigmatica                                                     | 1883 | in russo Загадочная натура?, Zagadočnaja natura                                                                                                 |
| L'esame di greco                                                          | 1883 | in russo Случай с классиком?, Slučaj s klassikom                                                                                                |
| Il diario di un aiuto contabile                                           | 1883 | in russo Из дневника помощника бухгалтера?, Iz dnevnika pomoščnika buchgaltera                                                                  |
| La morte dell'impiegato                                                   | 1883 | in russo Смерть чиновника?, Smert' činovnika |
| Il ragazzo maligno                                                        | 1883 | in russo Злой мальчик?, Zloj mal’čik |
| La dote                                                                   | 1883 | in russo Приданое?, Pridanoe |
| La figlia di Albione                                                      | 1883 | in russo Дочь Альбиона?, Doč' Al'biona |
| Un'informazione                                                           | 1883 | in russo Справка?, Spravka |
| Il grasso e il magro                                                      | 1883 | in russo Толстый и тонкий?, Tolstyj i tonkij |
| L'attore tragico                                                          | 1883 | in russo Трагик?, Tragik |
| Alla direzione delle poste                                                | 1883 | in russo В почтовом отделении?, V počtovom otdelenii                                                                                            |
| In mare. Racconto d'un marinaio                                           | 1883 | in russo В море?, V more |
| A Mosca, in Piazza della "Pompa"                                          | 1883 | in russo В Москве на Трубной площади?, V Moskve na Trubnoj ploščadi                                                                             |
| La calunnia                                                               | 1883 | in russo Клевета?, Kleveta |
| Il fiammifero svedese. Racconto poliziesco                                | 1883 | in russo Шведская спичка?, Švedskaja spička |
| La decorazione                                                            | 1884 | in russo Орден?, Orden |
| Il ripetitore                                                             | 1884 | in russo Репетитор?, Repetitor |
| I cantori                                                                 | 1884 | in russo Певчие?, Pevčie |
| Il libro dei reclami                                                      | 1884 | in russo Жалобная книга?, Žalobnaja kniga |
| Perpetuum Mobile                                                          | 1884 | in russo Perpetuum Mobile?, Perpetuum Mobile |
| La lettura. Racconto di un vecchio passero                                | 1884 | in russo Чтение?, Čtenie |
| L'album                                                                   | 1884 | in russo Альбом?, Al'bom |
| Cervelli in fermento. Dalle cronache di una città                         | 1884 | in russo Брожение умов?, Broženie umov |
| Esame per promozione di grado                                             | 1884 | in russo Экзамен на чин?, Ėkzamen na čin |
| Chirurgia                                                                 | 1884 | in russo Хирургия?, Chirurgija |
| Il camaleonte                                                             | 1884 | in russo Хамелеон?, Chameleon |
| Dalla padella nella brace                                                 | 1884 | in russo Из огня да в полымя?, Iz ognja da v polymja                                                                                            |
| Misure adeguate                                                           | 1884 | in russo Надлежащие меры?, Nadležaščie mery |
| Il "vint"                                                                 | 1884 | in russo Винт?, Vint |
| Al cimitero                                                               | 1884 | in russo На кладбище?, Na kladbišče |
| La maschera                                                               | 1884 | in russo Маска?, Maska |
| Matrimonio d'interesse. Romanzo in due parti                              | 1884 | in russo Брак по расчёту?, Brak po rasčëtu |
| Al Municipio. Commedia in due atti                                        | 1884 | in russo господа объватели?, gospoda ob"vateli                                                                                                  |
| Le ostriche                                                               | 1884 | in russo Устрицы?, Ustricy |
| Una notte terribile                                                       | 1884 | in russo Страшная ночь?, Strašnaja noč' |
| Malumore                                                                  | 1884 | in russo не в дуче?, Ne v duče |
| La divisa da capitano                                                     | 1885 | in russo Капитанский мундир?, Kapitanskij mundir                                                                                                |
| Dalla marescialla della nobiltà                                           | 1885 | in russo У предводительши?, U predvoditel'ši |
| Cronologia vivente                                                        | 1885 | in russo Живая хронология?, Živaja chronologija                                                                                                 |
| Al bagno pubblico                                                         | 1885 | in russo В бане?, V bane |
| Meschinità                                                                | 1885 | in russo Мелюзга?, Meljuzga |
| Filastrocca                                                               | 1885 | in russo Канитель?, Kanitel' |
| L'ultima Mohicana                                                         | 1885 | in russo Последняя могиканша?, Poslednjaja mogikanša                                                                                            |
| Camere d'albergo                                                          | 1885 | in russo В номерах?, V nomerach |
| Aboliti!                                                                  | 1885 | in russo Упразднили!?, Uprazdnili! |
| Il corvo                                                                  | 1885 | in russo Ворона?, Vorona |
| Gli stivali                                                               | 1885 | in russo Сапоги?, Sapogi |
| I nervi                                                                   | 1885 | in russo Нервы?, Nervy |
| Villeggianti                                                              | 1885 | in russo Дачники?, Dačniki |
| I simulatori                                                              | 1885 | in russo Симулянты?, Simuljanty |
| La lasca                                                                  | 1885 | in russo Налим?, Nalim |
| Il cognome equino                                                         | 1885 | in russo Лошадиная фамилия?, Lošadinaja familija                                                                                                |
| Smarriti                                                                  | 1885 | in russo Заблудшие?, Zabludšie |
| Il cacciatore                                                             | 1885 | in russo Егерь?, Eger' |
| Un malfattore                                                             | 1885 | in russo Злоумышленник?, Zloumyšlennik |
| Il pensatore                                                              | 1885 | in russo Мыслитель?, Myslitel' |
| Il padre di famiglia                                                      | 1885 | in russo Отец семейства?, Otec semejstva |
| Il morto                                                                  | 1885 | in russo Мертвое тело?, Mertvoe telo |
| La fortuna d'esser donna                                                  | 1885 | in russo Женское счастье?, Ženskoe sčast'e |
| La cuoca si "ammoglia"                                                    | 1885 | in russo Кухарка женится?, Kucharka ženitsja |
| Il sottufficiale Prišibeev                                                | 1885 | in russo Унтер Пришибеев?, Unter Prišibeev |
| In terra straniera                                                        | 1885 | in russo На чужбине?, Na čužbine |
| Torpore                                                                   | 1885 | in russo Сонная одурь?, Sonnaja odur' |
| Rimedio contro l'ubriachezza                                              | 1885 | in russo Средство от запоя?, Sredstvo ot zapoja                                                                                                 |
| Un cane di pregio                                                         | 1885 | in russo Дорогая собака?, Dorogaja sobaka |
| Lo scrittore                                                              | 1885 | in russo Писатель?, Pisatel' |
| Il troppo stroppia                                                        | 1885 | in russo Пересолил?, Peresolil |
| Vecchiaia                                                                 | 1885 | in russo Старость?, Starost' |
| La sventura                                                               | 1885 | in russo Горе?, Gore |
| Ah, il pubblico!                                                          | 1885 | in russo Ну, публика!?, Nu, publika! |
| La verità torna a galla                                                   | 1885 | in russo Шило в мешке?, Šilo v meške |
| L'impresario sotto il divano                                              | 1885 | in russo Антрепренёр под диваном?, Antreprenër pod divanom                                                                                      |
| Il punto esclamativo. Racconto di Natale                                  | 1885 | russo Восклицательный знак?, Vosklicatel'nyj znak                                                                                               |
| Lo specchio                                                               | 1885 | in russo Зеркало?, Zerkalo |
| L'arte                                                                    | 1886 | in russo Художество?, Chudožestvo |
| Fiasco                                                                    | 1886 | in russo Неудача?, Neudača |
| I bambini                                                                 | 1886 | in russo Детвора?, Detvora |
| Angoscia                                                                  | 1886 | in russo Тоска?, Toska |
| La notte prima del giudizio                                               | 1886 | in russo Ночь перед судом?, Noč' pered sudom |
| Trambusto                                                                 | 1886 | in russo Переполох?, Perepoloch |
| La fine d'un attore                                                       | 1886 | in russo Актерская гибель?, Akterskaja gibel'                                                                                                   |
| Messa in suffragio                                                        | 1886 | in russo Панихида?, Panichida |
| Anjuta                                                                    | 1886 | in russo Анюта?, Anjuta |
| Ivàn Matveič                                                              | 1886 | in russo Иван Матвеич?, Ivan Matveič |
| La strega                                                                 | 1886 | in russo Ведьма?, Ved'ma |
| Uno scherzetto                                                            | 1886 | in russo Шуточка?, Šutočka |
| Agafja                                                                    | 1886 | in russo Агафья?, Agaf'ja |
| In primavera                                                              | 1886 | in russo Весной?, Vesnoj |
| Troppa carta                                                              | 1886 | in russo Много бумаги?, Mnogo bumagi |
| Incubo                                                                    | 1886 | in russo Кошмар?, Košmar |
| Griša                                                                     | 1886 | in russo Гриша?, Griša |
| La notte del sabato santo                                                 | 1886 | in russo Святою ночью?, Svjatoja noč'ju |
| Signore                                                                   | 1886 | in russo Дамы?, Damy |
| Sensazioni forti                                                          | 1886 | in russo Сильные ощущения?, Sil'nye oščuščenija                                                                                                 |
| Il conoscente                                                             | 1886 | in russo Знакомый мужчина?, Znakomyj mužčina |
| L'uomo felice                                                             | 1886 | in russo Счастливчик?, Sčastlivčik |
| Il consigliere segreto                                                    | 1886 | in russo Тайный советник?, Tajnyj sovetnik |
| Il romanzo del contrabbasso                                               | 1886 | in russo Роман с контрабасом?, Roman s kontrabasom                                                                                              |
| Terrori                                                                   | 1886 | in russo Страхи?, Strachi |
| La farmacista                                                             | 1886 | in russo Аптекарша?, Aptekarša |
| Uomini superflui                                                          | 1886 | in russo Лишние люди?, Lišnie ljudi |
| La corista                                                                | 1886 | in russo Хористка?, Choristka |
| Il maestro                                                                | 1886 | in russo Учитель?, Učitel' |
| L'ospite inquieto                                                         | 1886 | in russo Беспокойный гость?, Bespokojnyj gost'                                                                                                  |
| Un marito                                                                 | 1886 | in russo Муж?, Muž |
| La sfortuna                                                               | 1886 | in russo Несчастье?, Nesčast'e |
| I martiri                                                                 | 1886 | in russo Страдальцы?, Stradal'cy |
| Il viaggiatore di prima classe                                            | 1886 | in russo Пассажир 1-го класса?, Passažir 1-go klassa                                                                                            |
| Il talento                                                                | 1886 | in russo Талант?, Talant |
| I parassiti                                                               | 1886 | in russo Нахлебники?, Nachlebniki |
| Il primo amoroso                                                          | 1886 | in russo Первый любовник?, Pervyj ljubovnik |
| Nelle tenebre                                                             | 1886 | in russo В потемках?, V potemkach |
| Un caso banale                                                            | 1886 | in russo Пустой случай?, Pustoj slučaj |
| Lingua lunga                                                              | 1886 | in russo Длинный язык?, Dlinnyj jazyk |
| Piccolezze della vita                                                     | 1886 | in russo Житейская мелочь?, Žitejskaja meloč'                                                                                                   |
| Gente difficile                                                           | 1886 | in russo Тяжелые люди?, Tjaželye ljudi |
| Vendetta                                                                  | 1886 | in russo Месть?, Mest' |
| In tribunale                                                              | 1886 | in russo В суде?, V sude |
| Un uomo singolare                                                         | 1886 | in russo Необыкновенный?, Neobyknovennyj |
| Melma                                                                     | 1886 | in russo Тина?, Tina |
| Tsss!...                                                                  | 1886 | in russo Тссс!?, Tsss! |
| Fantasticherie                                                            | 1886 | in russo Мечты?, Mečty |
| Brave persone                                                             | 1886 | in russo Хорошие люди?, Chorošie ljudi |
| Un avvenimento                                                            | 1886 | in russo Событие?, Sobytie |
| L'oratore                                                                 | 1886 | in russo Оратор?, Orator |
| L'opera d'arte                                                            | 1886 | in russo Произведение искусства?, Proizvedenie iskusstva                                                                                        |
| Vanka                                                                     | 1886 | in russo Ванька?, Van'ka |
| Per strada                                                                | 1886 | in russo На пути?, Na puti |
| Era lei!                                                                  | 1886 | in russo То была она!?, To byla ona! |
| Sciampagna. Racconto di un mascalzone                                     | 1887 | in russo Шампанское (рассказ проходимца)?, Šampanskoe (rasskaz prochodimca)                                                                     |
| Il gelo                                                                   | 1887 | in russo Мороз?, Moroz |
| Il mendicante                                                             | 1887 | in russo Нищий?, Niščij |
| Nemici                                                                    | 1887 | in russo Враги?, Vragi |
| Ignoranza                                                                 | 1887 | in russo Темнота?, Temnota |
| Pòlinka                                                                   | 1887 | in russo Полинька?, Polin'ka |
| Ubriachi                                                                  | 1887 | in russo Пьяные?, P'janye |
| Un'imprudenza                                                             | 1887 | in russo Неосторожность?, Neostorožnost’ |
| Veročka                                                                   | 1887 | in russo Верочка?, Veročka |
| Vigilia di quaresima                                                      | 1887 | in russo Накануне поста?, Nakanune posta |
| Un essere inerme                                                          | 1887 | in russo Беззащитное существо?, Bezzaščitnoe suščestvo                                                                                          |
| Brutta faccenda                                                           | 1887 | in russo Недоброе дело?, Nedobroe delo |
| A casa                                                                    | 1887 | in russo Дома?, Doma |
| Il biglietto vincente                                                     | 1887 | in russo Выигрышный билет?, Vyigryšnyj bilet |
| Il tifo                                                                   | 1887 | in russo Тиф?, Tif |
| Le avversità della vita                                                   | 1887 | in russo Житейские невзгоды?, Žitejskie nevzgody                                                                                                |
| La settimana di Passione                                                  | 1887 | in russo На страстной неделе?, Na strastnoj nedele                                                                                              |
| Mistero                                                                   | 1887 | in russo Тайна?, Tajna |
| La lettera                                                                | 1887 | in russo Письмо?, Pis'mo |
| Un avvenimento                                                            | 1887 | in russo Происшествие?, Proisšestvie |
| Il giudice istruttore                                                     | 1887 | in russo Следователь?, Sledovatel' |
| Volòdja                                                                   | 1887 | in russo Володя?, Volodja |
| La fortuna                                                                | 1887 | in russo Счастье?, Sčast'e |
| Maltempo                                                                  | 1887 | in russo Ненастье?, Nenast'e |
| Il dramma                                                                 | 1887 | in russo Драма?, Drama |
| Pronto soccorso                                                           | 1887 | in russo Скорая помощь?, Skoraja pomošč' |
| L'illegittimo                                                             | 1887 | in russo Беззаконие?, Bezzakonie |
| Dagli appunti di un uomo impetuoso                                        | 1887 | in russo Из записок вспыльчивого человека?, Iz zapisok vspyl'čivogo čeloveka                                                                    |
| Granello errante                                                          | 1887 | in russo Перекати-поле?, Perekati-pole |
| Il padre                                                                  | 1887 | in russo Отец?, Otec |
| Un buon finale                                                            | 1887 | in russo Хороший конец?, Chorošij konec |
| Nella rimessa                                                             | 1887 | in russo В сарае?, V sarae |
| Zinočka                                                                   | 1887 | in russo Зиночка?, Zinočka |
| La sirena                                                                 | 1887 | in russo ирена?, irena |
| La zampogna                                                               | 1887 | in russo Свирель?, Svirel' |
| Il vendicatore                                                            | 1887 | in russo Мститель?, Mstitel' |
| Il corriere postale                                                       | 1887 | in russo Почта?, Počta |
| Le nozze                                                                  | 1887 | in russo Свадьба?, Svad'ba |
| Il fuggitivo                                                              | 1887 | in russo Беглец?, Beglec |
| Flemma                                                                    | 1887 | in russo Холодная кровь?, Cholodnaja krov' |
| Problema                                                                  | 1887 | in russo Задача?, Zadača |
| Intrighi                                                                  | 1887 | in russo Интриги?, Intrigi |
| La vecchia casa. Racconto di un proprietario                              | 1887 | in russo Старый дом?, Staryj dom |
| Lezioni care                                                              | 1887 | in russo Дорогие уроки?, Dorogie uroki |
| Il leone e il sole                                                        | 1887 | in russo Лев и Солнце?, Lev i Solnce |
| La disgrazia                                                              | 1887 | in russo Беда?, Beda |
| Un bacio                                                                  | 1887 | in russo Поцелуй?, Poceluj |
| Ragazzi                                                                   | 1887 | in russo Мальчики?, Mal'čiki |
| Kaštanka                                                                  | 1887 | in russo Каштанка?, Kaštanka |
| Il racconto della signorina N. N.                                         | 1887 | in russo Рассказ госпожи NN?, Rasskaz gospoži NN                                                                                                |
| Senza titolo                                                              | 1888 | in russo Без заглавия?, Bez zaglavija |
| La voglia di dormire                                                      | 1888 | in russo Спать хочется?, Spat' chočetsja |
| La steppa. Storia di un viaggio                                           | 1888 | in russo Степь (История одной поездки)?, Step' (Istorija odnoj poezdki)                                                                         |
| Situazione sgradevole                                                     | 1888 | in russo Неприятность?, Neprijatnost' |
| Bellezze                                                                  | 1888 | in russo Красавицы?, Krasavicy |
| Crisi di nervi                                                            | 1888 | in russo Припадок?, Pripadok |
| L'onomastico                                                              | 1888 | in russo Именины?, Imeniny |
| Il calzolaio e lo spirito maligno                                         | 1888 | in russo Сапожник и нечистая сила?, Sapožnik i nečistaja sila                                                                                   |
| La scommessa                                                              | 1888 | in russo Пари?, Pari |
| La principessa                                                            | 1889 | in russo Княгиня?, Knjaginja |
| Una storia noiosa. Dalle memorie d'un vecchio                             | 1889 | in russo Скучная история?, Skučnaja istorija |
| I ladri                                                                   | 1890 | in russo Воры?, Vory |
| Gùsev                                                                     | 1890 | in russo Гусев?, Gusev |
| Donne                                                                     | 1891 | in russo Бабы?, Baby |
| Il duello                                                                 | 1891 | in russo Дуэль?, Duėl' |
| Mia moglie                                                                | 1892 | in russo Жена?, Žena |
| La sventata                                                               | 1892 | in russo Попрыгунья?, Poprygun'ja |
| Dopo il teatro                                                            | 1892 | in russo После театра?, Posle teatra |
| Alla deportazione                                                         | 1892 | in russo В ссылке?, V ssylke |
| Vicini                                                                    | 1892 | in russo Соседи?, Sosedi |
| La camera N° 6                                                            | 1892 | in russo Палата № 6?, Palata № 6 |
| La paura. Racconto di un mio amico                                        | 1892 | in russo Страх?, Strach |
| Il racconto di uno sconosciuto                                            | 1892 | in russo Рассказ неивестного человека?, Rasskaz neivestnogo čeloveka                                                                            |
| Volòdja grande e Volòdja piccolo                                          | 1892 | in russo Володя большой и Володя маленький?, Volodja bol'šoj i Volodja malen'kij                                                                |
| Il monaco nero                                                            | 1894 | in russo Чёрный монах?, Čërnyj monach |
| Regno di donne                                                            | 1894 | in russo Бабье царство?, Bab'e carstvo |
| Il violino di Rothschild                                                  | 1894 | in russo Скрипка Ротшильда?, Skripka Rotšil'da                                                                                                  |
| Lo studente                                                               | 1894 | in russo Студент?, Student |
| Il professore di belle lettere                                            | 1894 | in russo Учитель словесности?, Učitel' slovesnosti                                                                                              |
| Nella tenuta                                                              | 1894 | in russo В усадьбе?, V usad'be |
| Il racconto del giardiniere capo                                          | 1894 | in russo Рассказ старшего садовинка?, Rasskaz staršego sadovinka                                                                                |
| Tre anni                                                                  | 1895 | in russo Три года?, Tri goda |
| La consorte                                                               | 1895 | in russo Супруга?, Supruga |
| Frontebianca                                                              | 1895 | in russo Белолoбый?, Belolobyj |
| Anna al collo                                                             | 1895 | in russo Анна на шее?, Anna na šee |
| Un delitto                                                                | 1895 | in russo Убийство?, Ubijstvo |
| Ariadna                                                                   | 1895 | in russo Ариадна?, Ariadna |
| La casa col mezzanino. Racconto di un pittore                             | 1896 | in russo Дом с мезонином?, Dom s mezoninom |
| La mia vita. Racconto di un provinciale                                   | 1896 | in russo Моя жизнь?, Moja žizn' |
| I contadini                                                               | 1897 | in russo Мужики?, Mužiki |
| Il pecenèg                                                                | 1897 | in russo Печенег?, Pečeneg |
| Nel cantuccio natio                                                       | 1897 | in russo В родном углу?, V rodnom uglu |
| Viaggio sul carro                                                         | 1897 | in russo На подводе?, Na podvode |
| L'uomo nell'astuccio                                                      | 1898 | in russo Человек в футляре?, Čelovek v futljare                                                                                                 |
| Uva spina                                                                 | 1898 | in russo Крыжовник?, Kryžovnik |
| Dell'amore                                                                | 1898 | in russo О любви?, O ljubvi |
| Jonyč                                                                     | 1898 | in russo Ионыч?, Ionyč |
| Un caso della pratica medica                                              | 1898 | in russo Случай из практики?, Slučaj iz praktiki                                                                                                |
| Dušečka                                                                   | 1898 | in russo Душечка?, Dušečka |
| La villa nuova                                                            | 1899 | in russo Новая дача?, Novaja dača |
| La signora col cagnolino                                                  | 1899 | in russo Дама с собачкой?, Dama s sobačkoj |
| Per affari di servizio                                                    | 1899 | in russo По делам службы?, Po delam služby |
| Durante le feste di Natale                                                | 1899 | in russo На святках?, Na svjatkach |
| Nella bassura                                                             | 1900 | in russo В овраге?, V ovrage |
| L'arciepiscopo                                                            | 1902 | in russo Архиерей?, Archierej |
| La fidanzata                                                              | 1903 | in russo Невеста?, Nevesta |